# Jack Ralite
Jack Ralite, né le 14 mai 1928 à Châlons-sur-Marne (actuel Châlons-en-Champagne, département de la Marne) et mort le 12 novembre 2017 à Saint-Mandé (Val-de-Marne), est un homme politique français.

## Biographie
Né à Châlons-sur-Marne de parents garagistes, Jack Ralite poursuit pendant deux ans des études de lettres après le baccalauréat, puis commence à travailler comme surveillant au lycée Chaptal à Paris en 1948.
Cette même année, il adhère au Parti communiste français (PCF). Employé de mairie à Stains en 1951, il élit domicile à Aubervilliers en 1954 et se forme au journalisme.
Faisant ses débuts au sein de l'Union française de l'information, il est engagé comme journaliste au quotidien L'Humanité en 1956, chargé de la rubrique « télévision », puis des pages « culture » de l'édition dominicale. 
En mars 1959, il est élu au conseil municipal d'Aubervilliers et devient adjoint d'André Karman.
Député communiste depuis 1973, Jack Ralite entre au gouvernement en juin 1981, devenant ministre de la Santé puis de l'Emploi, dans les 2e et 3e gouvernements de Pierre Mauroy, de 1981 à 1984. Comme ministre de la Santé, il annonce que la France ne classifiera plus l'homosexualité comme maladie mentale.
En 1984, il prend la tête de l'administration municipale d'Aubervilliers et siège au conseil régional d'Île-de-France de 1986 à 1992. Il est élu sénateur le 24 septembre 1995 puis réélu le 26 septembre 2004. Il démissionne en 2003 de la mairie d'Aubervilliers au profit de Pascal Beaudet, mais demeure conseiller municipal. Il a également été vice-président de Plaine Commune de 2000 à 2004.
Dans l'étude qu'il consacre à Aubervilliers, Julien Durand[Qui ?]  fait du mandat de Jack Ralite un moment important dans l'émergence du « vote ethnico-religieux à l'échelle locale »[à définir], tant par la longueur de ce mandat que par le type d'accords passés.
Homme de culture, spécialiste reconnu des questions culturelles au Parlement où il siège au sein de la commission aux affaires culturelles, il s'engage pour l'exception culturelle et contre les accords de libéralisation du commerce projet d'Accord Multilatéral sur les Investissements (AMI) à l'OCDE et AGCS de l'Organisation mondiale du commerce. On lui doit également d'avoir organisé avec Carlo Ossola la rencontre, à Aubervilliers, entre des élèves du lycée Le Corbusier et des professeurs du Collège de France autour de grands textes de la littérature mondiale.
En sa qualité de ministre, il inaugure le 13 juillet 1984 en compagnie de Louis Mermaz et Christian Nucci, le musée de la Révolution française.
Animateur des États généraux de la culture depuis 1987, et président des Carnets Bagouet depuis 1997, il siège aux conseils d'administration du Théâtre du Peuple depuis 1999, du Festival Paris quartier d'été depuis 1996, de la Cité de la musique entre 1999 et 2006, du Théâtre national de la Colline et de l'Ensemble intercontemporain depuis 2002 et du Centre des monuments nationaux de 2004 à 2008.
Il est aussi membre du Haut Comité pour le logement des personnes défavorisées, du Conseil national de l'innovation pour la réussite scolaire, et de la fondation Agir contre l'exclusion.
Il est le premier lauréat du prix des auteurs de la SCAM 2009.

Il refuse une quatrième fois la Légion d'honneur en 2012 : 

« Je n'ai pas refusé trois fois la Légion d'honneur sous la gauche pour l'accepter une fois sous la droite,. »

Sa mort est annoncée le 12 novembre 2017 par la maire d'Aubervilliers Mériem Derkaoui. Incinéré au crématorium du Père-Lachaise, ses cendres sont ensuite déposées au cimetière d'Aubervilliers.

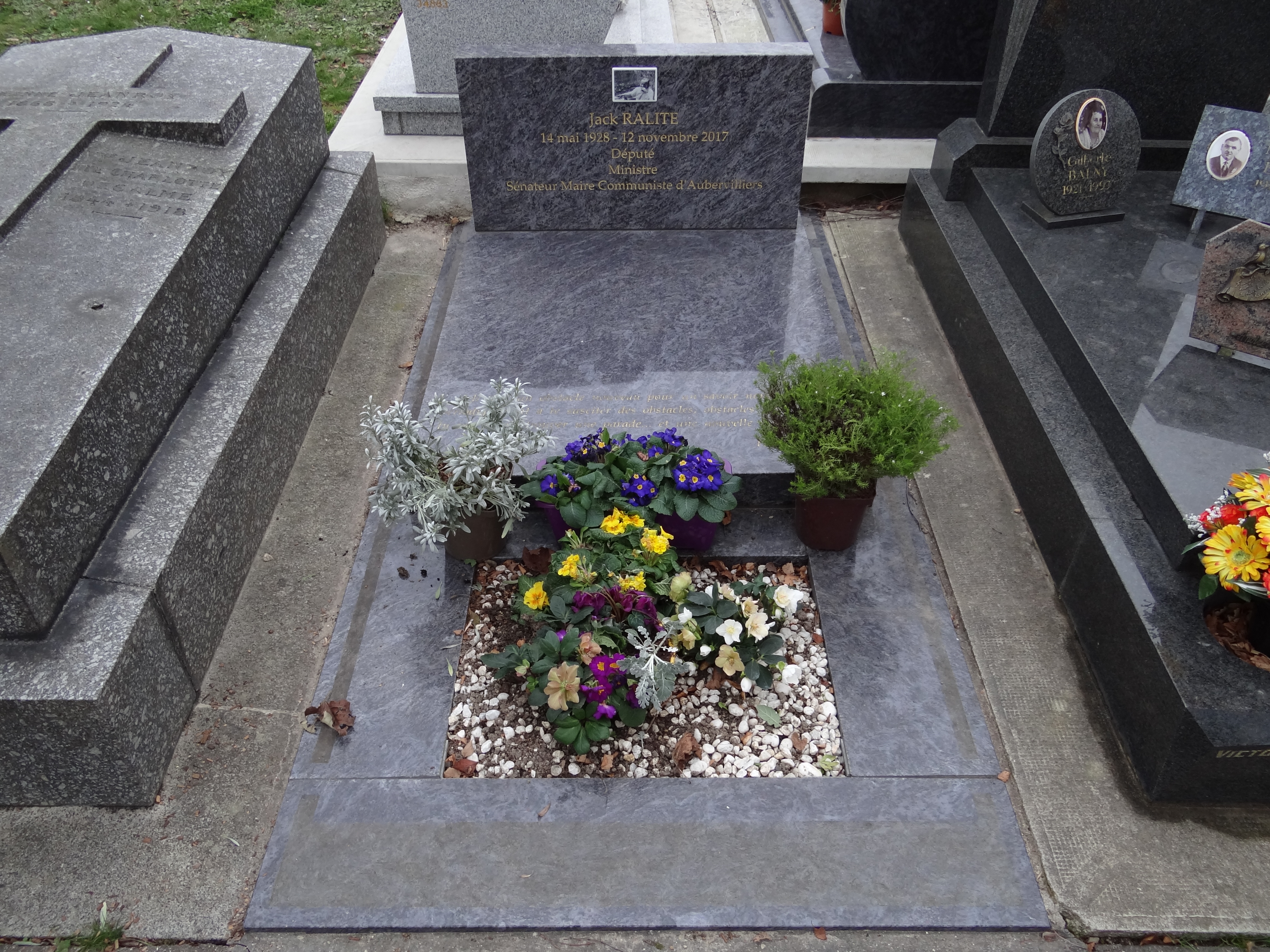
La tombe de Jack Ralite au cimetière d'Aubervilliers (Seine-Saint-Denis).

## Synthèse des fonctions et des mandats

### Mandats locaux
- 1959 – 1984 : maire-adjoint d'Aubervilliers
- 1986 – 1992 : conseiller régional d'Île-de-France
- 1984 – 2003 : maire d'Aubervilliers
- 2000 – 2004 : vice-président de la communauté d'agglomération Plaine Commune, chargé de la politique de l'habitat
- 2003 – 2008 : conseiller municipal d'Aubervilliers

### Mandats parlementaires
- 1973 – 1978 : député de la 3e circonscription de la Seine-Saint-Denis (démission)
- 1978 – 1981 : député de la 3e circonscription de la Seine-Saint-Denis (nommé au gouvernement)
- 1981 – 1981 : député de la 3e circonscription de la Seine-Saint-Denis
- 24 septembre 1995 – 25 septembre 2011 : sénateur de la Seine-Saint-Denis

### Fonctions ministérielles
- 22 juin 1981 – 22 mars 1983 : ministre de la santé
- 22 mars 1983 – 17 juillet 1984 : ministre délégué auprès du ministre des affaires sociales et de la solidarité nationale, chargé de l’emploi

## Publications
- Retour de France. Reportages de Claudine Ducol, Les Éditions sociales, Paris, 1982  (ISBN 2-2090-5467-2)
- La culture française se porte bien pourvu qu'on la sauve, présentation de Jacques Ralite, Messidor/Les éditions Sociales, Paris, 1987  (ISBN 2-307-36121-9)
- Complicités avec Jean Vilar, Antoine Vitez, préface de Maurice Béjart, Tirésias, Paris, 1996  (ISBN 2-9085-2749-9)
- Être idéaliste, est-ce dépassé ?, Olivier Mongin, Étienne Pinte, Jack Ralite, sous la direction d'Alain Houziaux, Paris, Éditions de l'Atelier, coll. « Questions de vie », 2006  (ISBN 2-7082-3846-9)
- Aragon d'hier à aujourd'hui, textes de Jack Ralite et Olivier Barbarant ; préface de Pierre Laurent, Tarbes, Éd. Arcane 17, 2012  (ISBN 978-2-918721-20-8) Textes de deux allocutions prononcées à la Maison Jean-Vilar à Avignon le 14 juillet 2012.